# Lehtojärvi (sjö i Norra Österbotten)
Lehtojärvi är en sjö i Finland. Den ligger i kommunen Kuusamo i landskapet Norra Österbotten, i den nordöstra delen av landet, 700 km norr om huvudstaden Helsingfors. Lehtojärvi ligger 259,4 meter över havet. Arean är 33,4 hektar och strandlinjen är 4,42 kilometer lång. Sjön  ingår i Kems huvudavrinningsområde. 